# Fatih Çelik
Fatih Çelik (1 de enero de 1992) es un deportista turco que compite en taekwondo adaptado. Ganó una medalla de plata en los Juegos Paralímpicos de París 2024, en la categoría de –70 kg.

## Palmarés internacional
| Juegos Paralímpicos | Juegos Paralímpicos | Juegos Paralímpicos | Juegos Paralímpicos |
| Año                 | Lugar               | Medalla             | Categoría           |
| ------------------- | ------------------- | ------------------- | ------------------- |
| 2024                | París (Francia)     | Medalla de plata    | –70 kg              |